# Darlin’
A Darlin’ a Beach Boys 1967-es dala, Brian Wilson és Mike Love szerzeménye, a Wild Honey albumról kimásolt második szám.
A dalt Wilson és Love eredetileg 1963-ban írták "Thinkin' 'Bout You Baby" címmel, s Sharon Marie vette fel kislemezre. A Brian Wilson producelte kislemez 1963-ban nem sok vizet zavart a listákon. 1967 kora őszén Wilson újra felvette a dal instrumentális alapját, az eredeti verziót fúvósok bevonásával jóval soulosabb hangzásúvá téve. A számot Wilson először a Beach Boys kiadójához, a Brother Recordshoz szerződött Redwood zenekarnak szánta, a Beach Boys azonban, amelynek 1967 őszén, a Smiley Smile kiábrándító eladásai után hatalmas szüksége volt egy kislemezslágerre, rávette Briant, hogy a Redwood helyett saját zenekarával vegye fel a dalt. (Sokat elmond Wilson korabeli viszonyáról a Beach Boys-szal, hogy egy potenciális slágert saját együttese helyett egy másik zenekarral akart felvenni.)
A Carl Wilson lelkes szólóvokáljával rögzített "Darlin'" a Wild Honey album legkidolgozottabb száma, amely 1967-es megjelenésétől kezdve a Beach Boys-koncertek egyik állandó favoritja lett.
1972-ben Brian Wilson ismét felvette a dalt eredeti szövegével, "Thinkin' 'Bout You Baby" címen, amely a Wilson felesége, Marilyn, és sógornője, Diane Rovell alkotta American Spring duó bemutatkozó albumán jelent meg.